# تيم سبنسر (لاعب كرة قدم أمريكية)
تيم سبنسر (بالإنجليزية: Tim Spencer)‏ هو لاعب كرة قدم أمريكية أمريكي، ولد في 10 ديسمبر 1960 في مارتينز فيري في الولايات المتحدة.

## وصلات خارجية
- تيم سبنسر على موقع مرجع كرة القدم المحترفة.كوم (الإنجليزية)